# Viktor Noring
Carl Viktor Noring (Malmö, 3 febbraio 1991) è un ex calciatore svedese, di ruolo portiere.

## Carriera

### Club
Noring ha cominciato la propria carriera professionistica nel Trelleborg. Ha debuttato nell'Allsvenskan il 5 aprile 2009, schierato titolare nel pareggio a reti inviolate contro il Brommapojkarna. Al termine della stagione, è stato nominato come il miglior calciatore esordiente dell'anno.
Al termine del campionato 2011, il Trelleborg è retrocesso nella Superettan. Il 20 febbraio 2012 è passato allora in prestito al Malmö, per i successivi sei mesi. Terminato questo periodo, in cui non ha giocato alcun incontro di campionato, ha fatto ritorno al Trelleborg e vi ha giocato fino alla conclusione della stagione.
Nel mese di gennaio 2013 si è trasferito agli scozzesi del Celtic. Ritornato nuovamente al Trelleborg, il 10 giugno 2013 ha rescisso il contratto che lo legava al club.
Il 12 agosto 2013, il Bodø/Glimt ha comunicato sul proprio sito ufficiale l'ingaggio di Noring, per sostituire l'infortunato Pavel Londak. Il 4 aprile 2014 ha firmato un contratto con gli olandesi dell'Heerenveen.
Il 9 luglio 2015 è passato ai danesi del Lyngby, a cui si è legato con un accordo annuale. Svincolato al termine di questa esperienza, l'8 luglio 2016 ha firmato un accordo biennale con gli Hearts, in Scozia.
Dopo aver rescisso il contratto che lo legava agli Hearts, in data 2 marzo 2018 Noring ha fatto ritorno in patria per militare nelle file del Landskrona BoIS. Ha disputato 12 partite sulle 30 giornate totali di campionato previste, dato che sia il tecnico Agim Sopi che il suo sostituto Jack Majgaard Jensen hanno spesso preferito schierare l'altro portiere Amr Kaddoura. I bianconeri sono retrocessi in terza serie a fine torneo, e Noring ha lasciato la squadra.
Il 2 aprile 2019 è stato ingaggiato dal Kalmar, squadra della massima serie con cui ha firmato un accordo di breve durata fino al successivo 15 luglio, poi prolungato fino a fine anno. Nel corso della stagione, tuttavia, il titolare della squadra è stato sempre Lucas Hägg-Johansson, tanto che Noring ha giocato solo un incontro del secondo turno di Coppa di Svezia contro i dilettanti dell'FC Rosengård.
Nel maggio 2020 il Falkenberg ha deciso di tesserare Noring per cautelarsi a seguito del grave infortunio occorso a Tim Erlandsson. In rosa figurava già Johan Brattberg, candidato per il ruolo di portiere titolare in sostituzione dello stesso Erlandsson, ma Noring è comunque riuscito a giocare 19 delle 30 partite in programma. La squadra, tuttavia, è retrocessa sia dall'Allsvenskan 2020 che dalla Superettan 2021. A seguito di ciò, ha lasciato la squadra con un anno di anticipo rispetto alla scadenza contrattuale.
Svincolato, nel marzo 2022 si è unito ai portieri del club danese dell'Aarhus con un contratto valido fino all'estate.
Quella in Danimarca è stata la sua ultima parentesi da calciatore, visto che nel marzo 2023 ha annunciato il ritiro dall'attività all'età di 32 anni. A far maturare questa decisione è stato anche il periodo successivo a un infortunio alla faccia riportato nel giugno 2022.